# Parafia św. Antoniego Padewskiego w Karwi
Parafia św. Antoniego Padewskiego w Karwi – rzymskokatolicka parafia z siedzibą w Karwi. Należy do dekanatu Żarnowiec Archidiecezji Gdańskiej.

## Historia
Do 15 maja 1957 Karwia należała do parafii św. Marii Magdaleny w Strzelnie. W 1936 podjęto decyzję o zorganizowaniu we wsi nowej parafii, przekazując działkę pod budowę kościoła i gromadząc środki na jego wybudowanie. Tymczasem, dzięki porozumieniu mieszkańców i władz gminy, jedna z izb szkolnych w tzw. „starej szkole” służyła jako kaplica. Ostatnim kapelanem był proboszcz ze Strzelna, ks. Anastazy Kręcki, którego śmierć w październiku 1939 przerwała działalność duszpasterską w Karwi.
Po zakończeniu działań wojennych Maria i Ksawery Wittbrodtowie ufundowali pod budowę kościoła nową działkę, po czym 8 października 1948 uzyskano od UW w Gdańsku zezwolenie „na wystawienie kościoła o pojemności do 500 osób, w czasie do 2 lat”. Latem 1950 ukończono – pod nadzorem Augustyna Langego – budowę świątyni. Na początku września 1950 odbyła się uroczysta erekcja kościoła dokonana przez proboszcza ze Strzelna, ks. Kazimierza Szyndlera. Później funkcje kapelana pełnili kolejni proboszczowie. W 1955, podczas wizytacji, bp Józef Kowalski uznał, że wieś mogłaby stanowić samodzielną parafię. Dlatego powołano 15 maja 1957 nową wspólnotę. W roku 1979 powiększono chór, dobudowano kruchtę i wieżę kościelną. W późniejszym okresie ks. Zygmunt Jankowski dokupił działkę obok kościoła by odprawiać w lecie Msze Święte na zewnątrz, gdyż zdarzało się, że w kościele brakowało miejsca dla wszystkich wiernych.

## Proboszczowie
- 1957–1974 ks. Edmund Wesołek (1916–1974)
- 1974–1992 ks. kan. Bolesław Lewiński (1922–1992)
- od 1992 ks. kan. Zygmunt Jankowski (ur. 1955)